# Arlequin (bande dessinée)
Pour les articles homonymes, voir Arlequin (homonymie).
Arlequin est une série de bande dessinée, illustrée par Dany et scénarisée par Jean Van Hamme. Elle paraît dans Tintin de 1978 à 1984, et en trois premiers albums au Lombard de 1979 à 1985. 
Une suite en est réalisée par Jytéry et Rodolphe, publiée en quatre albums chez Joker de 2001 à 2005.

## Trame
Arlequin est français, c'est un agent spécial chargé de la prévention des sabotages, luttant contre toutes sortes de saboteurs. Employé par le puissant groupe hôtelier Paradise Inc., il se déguise sans cesse et ne laisse pas connaître son vrai visage. Il ne dédaigne pas la bonne vie, avec champagne et humour.

## Historique de la série
Après le succès d'Histoire sans héros, le dessinateur Dany sollicite Jean Van Hamme pour une histoire inspirée d'Amicalement vôtre.
Les aventures d'Arlequin paraissent dans Tintin à partir de 1978, mais ont moins de succès que prévu. La publication s'arrête en 1984, au bout de trois épisodes sur les cinq prévus.
Les albums paraissent de 1979 à 1985 au Lombard. Ils sont réédités en 1992 par P & T Production, qui devient Joker Éditions.
Les éditions Joker publient une suite de la série, avec des dessins de Jytéry et un scénario de Rodolphe. Quatre épisodes supplémentaires sont ainsi publiés de 2001 à 2005.

## Jugements sur la série
Selon Patrick Gaumer, le manque de succès de cette série vient de ce qu'elle ne convainc pas les aînés des lecteurs, et elle est peu compréhensible par les plus jeunes, du fait du second degré.

## Albums
1. Les éléphants se plument à l'aube, dessins de Dany, scénario de Jean Van Hamme, Dargaud, 46 planches, 1979  (ISBN 2-205-01511-7) ;
2. L'As, le Roi, la Dame et le Valet, par Dany et Van Hamme, Le Lombard, 46 pl., 1982 ;
3. La Baleine qui chantait faux, par Dany et Van Hamme, Le Lombard, 46 pl., 1985  (ISBN 2-8036-0510-4) ;
4. La Suite 13, dessins de Jytéry, scénario de Rodolphe, Éditions Joker, 46 pl., 2001  (ISBN 2-87265-168-3)[3] ;
5. Titanic II, par Jytéry et Rodolphe, éditions Joker, 46 pl., 2003  (ISBN 2-87265-223-X) ;
6. Le Labyrinthe, par Jytéry et Rodolphe, éd. Joker, 46 pl., 2003  (ISBN 2-87265-248-5) ;
7. Game over, par Jytéry et Rodolphe, éd. Joker, 46 pl., 2005  (ISBN 2-87265-260-4).